# Lachnaia paradoxa
Lachnaia paradoxa là một loài bọ cánh cứng trong họ Chrysomelidae. Loài này được G.A. Olivier miêu tả khoa học năm 1808.